# 45699 Maryalba
45699 Maryalba è un asteroide della fascia principale. Scoperto nel 2000, presenta un'orbita caratterizzata da un semiasse maggiore pari a 2,6318265 au e da un'eccentricità di 0,1248161, inclinata di 10,98730° rispetto all'eclittica.